# Jim Corcoran
Jim Corcoran (Sherbrooke, Quebec, 10 de febrero de 1949) es un cantante y compositor canadiense.

## Biografía
Jim Corcoran nació en Sherbrooke, obtuvo el título de Bachelor of Arts en Boston, Massachusetts a finales de los años 60. De vuelta a Quebec en 1970. Corcoran tenía la idea de continuar sus estudios en la Bishop's University de Lennoxville para convertirse en profesor de latín. Se graduó en 1973. En su tiempo libre se dedicó a aprender de forma autodidacta a tocar la guitarra. Aunque su lengua materna es el inglés, Corcoran ha desarrollado la mayor parte de su carrera cantando en francés.
En 1972, formó el dúo Jim et Bertrand con Bertrand Gosselin y estuvieron realizando actuaciones por los Cantons-de-l'Est. Durante los 70, el grupo fue conocido dentro del ámbito de la música tradicional de Quebec. Corcoran comenzó su carrera en solitario tras la separación del dúo en 1979.
Desde 1988 se ocupa del programa de radio À Propos, en la CBC/Radio-Canada, un espacio dedicado a la música francófona producida en Quebec destinado al público anglosajón. Durante el programa, Corcoran suele traducir al inglés las más populares canciones quebequenses.
Ha escrito la música para los espectáculos del Cirque du Soleil; KÀ, Quidam y Wintuk. "Let Me Fall", compuesta por Corcoran en colaboración con Benoît Jutras para Quidam, fue grabada por Josh Groban e incluida en su álbum homónimo.
La Bishop's University concedió a Corcoran el 29 de octubre de 2004 el título honorífico de Doctor of Civil Law.

## Premios y reconocimientos
- 1981: Premio Félix: Mejor grabación folk, Têtu
- 1984: Spa Festival, Bélgica: Mejor canción en lengua francesa, "J'ai fait mon chemin seul"
- 1987: Prix CIEL-Raymond Lévesque
- 1990: Premio Félix: Mejor cantautor, Corcoran
- 2006: Premio Juno: Mejor álbum en lengua francesa, Pages blanches
- 2016: Inclusión en el Salón de la Fama de los Compositores de Canadá por "J’ai la tête en gigue"[6]

## Discografía
Como Jim & Bertrand
- 1972: Jim Corcoran & Bertrand Gosselin
- 1975: Île d'entrée
- 1977: La Tête en Gigue
- 1979: À l'abri de la Tempête

En solitario
- 1981: Têtu
- 1983: Plaisirs
- 1986: Miss Kalabash
- 1990: Corcoran
- 1994: Zola à vélo
- 1996: Portraits
- 2000: Entre tout et moi
- 2005: Pages blanches